# Згорткове кодування
В телекомунікаціях згорткове кодування — вид коригуючого кодування, сутність якого полягає у введенні надмірності в передане повідомлення, тобто у перетворенні m-бітної вхідної послідовності в n-бітну вихідну (n ≥ m).
При цьому кодуванні кожні n символів складаються, як і в інших кодах, із m інформаційних і k перевірочних. Згорткові коди можуть мати різну надлишковість, але найбільш просто вони реалізуються при m = k, тобто коли n = 2m = 2k, а надмірність Rk = m/n = 0,5. Тоді відносну швидкість передачі R можна записати у вигляді:
{\displaystyle R=1-Rk=m/n=m/2m=0,5}.
Значення кожного біта вихідної послідовності залежить від декількох значень вхідних бітів. Для того, щоб значення вихідного біта залежало від декількох вхідних у згортковому кодері застосовуються запамятовуючі комірки та логічні елементи XOR.
Безперечною перевагою згорткових кодів є можливість виявляти й виправляти групові викривлення, а певним недоліком — звуження області застосування лише потоковими кодами, що при передачі, наприклад, коротких повідомлень в умовах зашумленого каналу, створює певні труднощі. Ці труднощі полягають у неможливості формування відомими методами контрольних та перевірочних символів для символів, які розташовані на початку та в кінці інформаційних блоків.